# Froelichia procera
Froelichia procera là loài thực vật có hoa thuộc họ Dền. Loài này được (Seub.) Pedersen mô tả khoa học đầu tiên năm 1967.